# Helligånds Sogn (Københavns Kommune)
 For alternative betydninger, se Helligånds Sogn. (Se også artikler, som begynder med Helligånds Sogn)
Helligånds Sogn er et sogn i Vor Frue Provsti (Københavns Stift). Sognet ligger i Københavns Kommune; indtil Kommunalreformen i 1970 lå det i Sokkelund Herred (Københavns Amt). I Helligånds Sogn ligger Helligåndskirken.
Sognet oprettedes i 1536, og til 1881 hed sognet Helliggejstes Sogn.